# 10BASE-F
10BASE-F ou Camada física de Ethernet10 é a funcionalidade camada física da família Ethernet dos padrões rede de computadores. A camada física define as propriedades elétricas ou ópticas da conexão física entre um dispositivo e a rede ou entre dispositivos de rede. Ele é complementado pelo camada MAC e pela camada de link lógico de controle de link lógico.
A camada física de Ethernet evoluiu ao longo de sua existência a partir de 1980 e abrange múltiplas interfaces de mídia física e várias ordens de magnitude de velocidade de 1 [n / m] / a [400 Gbit / s]. O meio físico varia de volumoso cabo coaxial a par trançado e fibra ótica. Em geral, o software de rede [pilha de protocolo]] funcionará de forma semelhante em todas as camadas físicas.
Muitos adaptadores Ethernet e portas  switch suportam várias velocidades usando autonegotiation para definir a velocidade e  duplex para os melhores valores suportados por ambos os dispositivos conectados. Embora isso possa ser praticamente confiável para Ethernet over twisted pair, poucas portas de fibra óptica suportam várias velocidades. Se a negociação automática falhar, alguns dispositivos de várias velocidades detectam a velocidade usada pelo parceiro,  mas isso pode resultar em uma incompatibilidade de duplex. Com raras exceções, uma porta 100BASE-TX (10/100) também suporta 10BASE-T enquanto uma porta 1000BASE-T (10/100/1000) também suporta 10BASE-T e 100BASE-TX. Uma porta 10GBASE-T geralmente também suporta 1000BASE-T.